# David Martín (wielrenner, 1999)
David Martín Romero (Sevilla, 19 februari 1999) is een Spaans wielrenner.

## Carrière
Tussen 2018 en 2021 behaalde Martín verschillende overwinningen en ereplaatsen in het Spaanse nationale amateurcircuit. Na eind 2021 al stage te hebben gelopen bij de ploeg, werd Martín in 2022 prof bij EOLO-Kometa. Zijn officiële debuut maakte hij in de Ronde van Antalya, waar hij in de laatste etappe naar de achtste plek sprintte. Later dat jaar werd hij onder meer zesde in de openingsetappe van de Ronde van Sicilië en nam hij deel aan de Ronde van Burgos, waar hij in de vierde etappe in de vlucht van de dag zat en uiteindelijk als tiende finishte.
In 2025 maakte Martín de overstap naar Burgos Burpellet BH. Zijn debuut voor de ploeg maakte hij op Mallorca, waar hij deelnam aan twee manches van de Challenge Mallorca.

## Overwinningen
2024
Bergklassement Ronde van Poitou-Charentes in Nouvelle-Aquitaine

## Resultaten in voornaamste wedstrijden
|      | \| Jaar \| Milaan-San Remo \| \| ---- \| --------------- \| \| 2023 \| 160e \| |
| Jaar | Milaan-San Remo                                                                |
| 2023 | 160e                                                                           |

## Ploegen
- 2021 –  EOLO-Kometa (stagiair vanaf 1 augustus)
- 2022 –  EOLO-Kometa
- 2023 –  EOLO-Kometa
- 2024 –  Team Polti Kometa
- 2025 –  Burgos Burpellet BH

Albanese · Archibald · Bais · Belletti · Christian · Dina · Fancellu · Fetter · Fortunato · Frapporti · García · Gavazzi · Grávalos · Pacioni · Ravasi · Rivi · Ropero · Sevilla · Viegas · Wackermann · Hernaiz (stagiair) · Martin (stagiair) · Piganzoli (stagiair)
Albanese · Bais · Bevilacqua · Christian · Dina · Fancellu · Fedeli (vanaf 20/6) · Fetter · Fortunato · García · Gavazzi · Grávalos · Lonardi · Maestri · Á. Martín · D. Martín · Ravasi · Rivi · Ropero · Rosa · Sevilla · Viegas · Montoli (stagiair) · Muñoz (stagiair) · Pietrobon (stagiair)
Albanese · D. Bais · M. Bais · Bevilacqua · Fancellu · Fetter · Fortunato · Garosio · Gavazzi · Lonardi · Maestri · Á. Martín · D. Martín · Pietrobon · Piganzoli · Raccani (tot 9/8) · Rivi · Serrano · Sevilla · Tercero · De Cassan (stagiair) · Muñoz (stagiair)
D. Bais · M. Bais · De Cassan · Double · Fabbro · Fetter · Garosio · Gómez · Lonardi · Maestri · Á. Martín · D. Martín · Muñoz · Peñalver · Pietrobon · Piganzoli · Restrepo · Serrano · Sevilla · Tercero · Bagnara (stagiair) · Buttigieg (stagiair)  · Raccagni (stagiair)